# Dulwich College

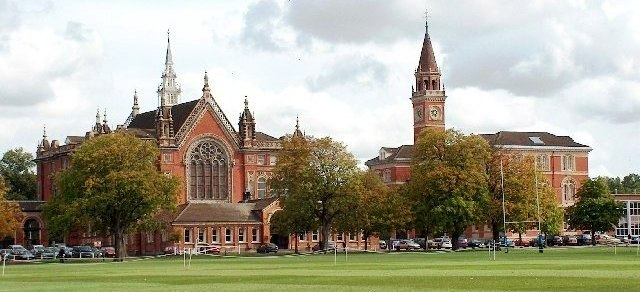
Dulwich College, College Road, Dulwich.

Dulwich College är en engelsk privatskola for pojkar i Dulwich i London.  Den grundades 1619 av skådespelaren Edward Alleyn som College of God's Gift. Skolan hade runt 1 700 elever 2017, varav cirka 140 boende på skolan.